# Čas pracuje pro vraha
Čas pracuje pro vraha je krimi film z roku 1979 (premiéra 1. února 1980) podle románu Efektivně mrtvá žena spisovatele Václava Erbena z roku 1970. Hlavní postavou je kapitán Marha (hraje František Němec), de facto to ale je kapitán Exner a jde tak o třetí zfilmovaný román s touto postavou (z toho jednou TV film). Film je poměrně často reprízován, např. v roce 2024 na TV Seznam 8., 9. a 12. října.

## Děj
Za závěsem ve foyer kina objeví bufetářka mrtvolu mladé zavražděné ženy. Brzy se ukáže se, že nebyla ani zaměstnankyní kina, ani nepřišla na promítání filmu. Případu se ujímá kapitán Jindřich Marha (ztvárnil ho František Němec), který byl kvůli tomu odvolán z dovolené – v románové předloze Václava Erbena „Efektivně mrtvá žena“ to je kapitán Exner. Stopy vedou do tiskové agentury INDOC (Informace a dokumentace), která sousedí s kinem. Slečna Mouchová pozná v zavražděné svou kolegyni z tiskové agentury Věru Šimandlovou. 
Zpočátku se zdá, že motivem vraždy mohly být peníze, protože oběť měla mít u sebe vysokou částku. Mezi první podezřelé proto patří ty osoby, které o penězích věděli. Později se však ukáže, že vražda může souviset se seznamem několika vědců, kteří postupně emigrovali na západ a kapitán Marha zjistí, že tyto útěky někdo systematicky připravoval a organizoval. Je vylákán do archívu tiskové agentury, kde ho někdo omráčí a archív zapálí. Zachrání ho noční vrátný. Kapitán Marha i z nemocnice dál řídí vyšetřování a připraví léčku na pachatele...

## Tvůrci
Mezi hlavní tvůrce filmu patří:
- scénář a režie: Jiří Hanibal (1929–2024)
- knižní předloha: Václav Erben (román Efektivně mrtvá žena)
- kamera: Josef Pávek
- hudba: Jan Hrábek
- střih: Zdeněk Stehlík
- zvuk: Jiří Lenoch
- scénografie: Jaroslav Krška
- masky: František Čížek
- kostýmy: Lída Novotná, Eva Lackingerová
- vedoucí produkce: Jiří Pokorný

## Obsazení
Obsazení filmu Čas pracuje pro vraha:
| František Němec      | kriminalista kapitán Jindřich Marha (de facto kapitán Exner) |
| Luděk Munzar         | redaktor Remeš                                               |
| Eduard Cupák         | redaktor Václav Pernata                                      |
| Josef Somr           | instalatér Antonín Šimandl, manžel zavražděné                |
| Oldřich Vlach        | kriminalista nadporučík Smutný (v románu nadporučík Vlček)   |
| Jiří Pleskot         | dr. Brandl, náměstek ředitele                                |
| Jaroslav Drbohlav    | poručík Filipec                                              |
| Alena Procházková    | Lýdie Mouchová                                               |
| Jiří Zahajský        | řidič VB Karlíček                                            |
| Adolf Filip          | redaktor Forst                                               |
| Bohumila Dolejšová   | Eva Marhová                                                  |
| Ladislav Lakomý      | Vaculík, nejbližší kamarád Šimandla                          |
| Jiří Bruder          | policejní lékař MUDr. Krecar                                 |
| Robert Vrchota       | denní vrátný                                                 |
| Karel Koloušek       | noční vrátný                                                 |
| Karel Hábl           | MUDr. Caudr                                                  |
| Božena Böhmová       | bufetářka                                                    |
| Ema Skálová          | šatnářka                                                     |
| Bohumil Šmída        | Moucha, Lýdiin otec                                          |
| Vladimír Navrátil    | příslušník VB                                                |
| Zdeněk Blažek        | Jastrebski, majitel agentury Wienapress                      |
| Jiří Lír             | směnař                                                       |
| Zdeněk Braunschläger | novinář Drbohlav ze Svobodného slova                         |

## Lokace a reálie
Film se natáčel na relativně malém množství míst, převážně na několika lokalitách  v Praze, dále například ve Štěchovicích (dobře rozpoznatelný železobetonový most Dr. Edvarda Beneše z let 1937–1939) nebo v městysu Netvořice v okrese Benešov (náměstí a hospoda).
Místo vraždy se natáčelo v pasáži Světozor u Vodičkovy ulice, kde je skutečné kino Světozor. Když tým vyšetřovatelů čeká před kinem, je vidět plakát právě promítaného filmu, kterým je známá francouzská komedie Křidýlko nebo stehýnko s Louisem de Funès z roku 1976, ale v československé distribuci byla právě v roce 1979. V jednom z dalších záběrů je pro změnu vidět plakát filmu Nevinný režiséra Luchina Viscontiho a později též program pražských kin a jiné plakáty. Podle toho lze poměrně přesně určit, kdy se v pasáži natáčelo.
V úvodu filmu jede Volha s řidičem VB Karlíčkem (Jiří Zahajský) po estakádě z Vysočan na Prosek, která je dobře rozpoznatelná sama o sobě, navíc v té době měla dost unikátní svítící zábradlí. Mezi další dobře identifikovatelná místa patří Jungmannovo náměstí (řada záběrů souvisejících s tiskovou agenturou), Václavské náměstí, stanice metra I. P. Pavlova nebo typické cihlové památkově chráněné budovy porodnice u Apolináře (kapitán Marha navštěvuje MUDr. Caudra) a několik dalších pražských míst. Budova kriminálky byla umístěna na Karlovo náměstí 21.